# Château Labégorce
Le Château Labégorce est un domaine composé de 70 hectares de vignes en appellation margaux, dans la région de Bordeaux. Ce château est la propriété de la famille Perrodo depuis 1989. Il est situé entre les communes de Margaux et Soussans. Le second vin produit sur la propriété est Zédé de Labégorce, qui bénéficie de la même qualité de terroir.

## Histoire
Le vignoble de Labégorce est l'un des plus anciens de Margaux. L'existence de la « Maison Noble de La Bégorce » remonte à 1332. Des générations de seigneurs et cultivateurs se sont succédé pour façonner l'identité du domaine. En 1789, la propriété est morcelée en trois parties : Labégorce Margaux (dont le château, de style néoclassique, situé au cœur du vignoble de Margaux, est l'œuvre de l'architecte Armand Corcelles), Labégorce Zédé et L'Abbé Gorsse de Gorsse. Deux cents ans après, Hubert Perrodo réussit le pari fou de la réunir, en acquérant Labégorce Margaux en 1989, L’Abbé Gorsse de Gorsse en 2002, et Labégorce-Zédé en 2005.
L'exploitation est dirigée depuis 2006 par sa fille Nathalie Perrodo qui, à la mort de son père, a pris la tête des Vignobles Labégorce (dont fait aussi partie le château Marquis d'Alesme Becker, 3e Grand Cru Classé de margaux).

## Caractéristiques du vignoble
Sur des sols à 70 % sablo-graveleux et 30 % sablo-limoneux, l'encépagement – fait à 8 800-10 000 pieds/hectare – est composé à 50 % de cabernet sauvignon, 45 % de merlot, 3 % de cabernet franc et 2 % de petit verdot avec des vignes dont l'âge moyen est de trente ans. Le rendement est de 50 hl/ha.

## Élevage et vinification
Après une vinification en cuves béton et inox, le vin est élevé environ 15 mois en barriques, dont 40 % à 50 % de bois neuf.